# Kashmireumatidae
Kashmireumatidae é uma família de milípedes pertencente à ordem Chordeumatida.
Géneros:
- Kashmireuma Mauriès, 1982
- Lipseuma Golovatch, Geoffroy & Mauries, 2006
- Vieteuma Golovatch, 1984